# Las Retamas (Santa Cruz de Tenerife)
Las Retamas es un barrio de la ciudad de Santa Cruz de Tenerife (Tenerife, Canarias, España), que se encuadra administrativamente dentro del distrito de Ofra-Costa Sur.

## Demografía
| 2004  | 2005  | 2006 | 2007 | 2008 | 2009 | 2010 |
| ----- | ----- | ---- | ---- | ---- | ---- | ---- |
| 1.049 | 1.024 | 980  | 949  | 925  | 903  | 878  |

## Transportes
En guagua queda conectado mediante las siguientes líneas de Titsa: 
| Línea | Trayecto                            | Recorrido     | Frecuencia     |
| ----- | ----------------------------------- | ------------- | -------------- |
| 905   | Muelle Norte - Ofra (Las Retamas)   | Horario/Línea | 8 minutos      |
| 908   | Intercambiador - Ofra (Las Retamas) | Horario/Línea | Varía          |
| 911   | Muelle Norte - Ofra (Las Retamas)   | Horario/Línea | 8/9/15 minutos |